# Championnat de Belgique de football de quatrième division 1955-1956
Navigation
saison précédente saison suivante
Le Championnat de Belgique de football D4 1955-1956 est la quatrième édition du championnat de Promotion belge en tant que 4e niveau national.
Le champion de chacune des quatre séries est promu en Division 3, tandis que les trois derniers de chaque séries sont relégués en Première provinciale.
Trois des quatre séries sont très disputées. En « A », Eeklo devance de peu le SK Roeselare alors qu'en « B » OLSE Merksem reste en permanence sous la menace du CS Brainois. Dans la série « C », la Jeunesse Arlonaise tient le Stade Waremmien en respect et permet ainsi à la Province de Luxembourg de retrouver en Division 3. De son côté, Diest ne laisse pas de place au suspense et domine la série « D », remportée aisément devant Aarschot.
Au niveau du maintien, comme souvent en « Promotion » la lutte reste serrée jusqu'au bout. Certains sont cependant un cran en dessous du niveau moyen de leur série. C'est le cas de Wasmes, de Melen-Micheroux et de Molignée Sport.
Fait assez rare, un club ayant assuré son maintien disparaît. la formation brabançonne du Standaard Grimde termine de justesse à la 13e place de la série D. Mais (pour des raisons restant partiellement incertaines, mais vraisemblablement à la suite d'un rapprochement avec le RC Tirlemont), l'entité cesse ses activités. Le club est dissous le 21 septembre 1956, et son matricule (2743) est radié. Un montant supplémentaire est désigné depuis les séries de Première Provinciale. Contrairement à ce que prévoit le règlement actuel, ce n'est donc un club du Brabant qui remplace le Standaard Grimde.

## Participants 1955-1956
64 clubs prennent part à cette compétition, soit le même nombre que lors de l'édition précédente.
Les clubs dont le matricule est renseigné en gras existent encore lors de la saison 2012-2013.

### Série A

#### Localisations Série A
| \| VG Ostende Tielt Ypres SK Roeselare Mouscron Meulestede Eeklo Deinze Audenarde Renaix Grammont Centre Houdeng-G. Binche Jemappes Wasmes \| Localisation des clubs engagés en Promotion A 1955-1956 |
| VG Ostende Tielt Ypres SK Roeselare Mouscron Meulestede Eeklo Deinze Audenarde Renaix Grammont Centre Houdeng-G. Binche Jemappes Wasmes                                                               |

#### Participants Série A
| #  | Nom                                          | Mat. | Ville           | Stades           | Provinces        | En Prom depuis  | Total en Prom. | S. précédente      |
| -- | -------------------------------------------- | ---- | --------------- | ---------------- | ---------------- | --------------- | -------------- | ------------------ |
| 1  | Kon. Vaneste Genootschap Oostende            | 31   | Ostende         | ??               | Fl. occidentalde | 1955-1956 (1re) | 1 saison       | Div. 3 Série A 15e |
| 2  | Royale Association Sportive Renaisienne      | 38   | Renaix          | avenue du 4 mars | Fl. orientale    | 1953-1954 (3e)  | 3 saisons      | 10e Série C        |
| 3  | Koninklijke Sportvereniging Oudenaarde       | 81   | Audenarde       | ??               | Fl. orientale    | 1952-1953 (4e)  | 4 saisons      | 9e Série C         |
| 4  | Koninklijke Vereniging Cercle Sportif Yprois | 100  | Ypres           | ??               | Fl. occidentale  | 1954-1955 (1re) | 2 saisons      | 7e Série C         |
| 5  | Koninklijke Sportkring Roeselare             | 134  | Roulers         | 't Motje         | Fl. occidentale  | 1952-1953 (4e)  | 4 saisons      | 5e Série C         |
| 6  | Royale Union Jemappes                        | 136  | Jemappes        | ??               | Hainaut          | 1952-1953 (4e)  | 4 saisons      | 7e Série B         |
| 7  | Royal Sporting Club Wasmes                   | 137  | Wasmes          | ??               | Hainaut          | 1952-1953 (4e)  | 4 saisons      | 11e Série B        |
| 8  | Union Sportive du Centre                     | 213  | Haine-St-P.     | ??               | Hainaut          | 1954-1955 (2e)  | 3 saisons      | 10e Série B        |
| 9  | Koninklijke Football Club Eeklo              | 231  | Eeklo           | ??               | Fl. orientale    | 1952-1953 (4e)  | 4 saisons      | 11e Série C        |
| 10 | Koninklijke Sportkring Geraardsbergen        | 290  | Grammont        | ??               | Fl. orientale    | 1952-1953 (4e)  | 4 saisons      | 4e Série C         |
| 11 | Royal Stade Mouscronnois                     | 508  | Mouscron        | ??               | Fl. occidentale  | 1952-1953 (4e)  | 4 saisons      | 6e Série C         |
| 12 | Royal Football Club Houdinois                | 704  | Houdeng-Gœgnies | ??               | Hainaut          | 1953-1954 (3e)  | 3 saisons      | 12e Série B        |
| 13 | Sportkring Deinze                            | 818  | Ypres           | ??               | Fl. orientale    | 1954-1955 (2e)  | 2 saisons      | 12e Série C        |
| 14 | Koninklijke Football Club Tielt              | 218  | Tielt           | ??               | Fl. occidentale  | 1955-1956 (1re) | 1 saison       | P1 Fl. occidentale |
| 15 | Kon. Football Athletic Club Meulestede       | 432  | Meulestede      | ??               | Fl. orientale    | 1955-1956 (1re) | 2 saisons      | P1 Fl. orientale   |
| 16 | Royale Union Sportive Binchoise              | 4170 | Binche          | ??               | Hainaut          | 1955-1956 (1re) | 1 saison       | P1 Hainaut         |

### Série B
| #  | Nom                                                  | Mat. | Ville           | Stades     | Provinces     | En Prom depuis  | Total en Prom. | S. précédente      |
| -- | ---------------------------------------------------- | ---- | --------------- | ---------- | ------------- | --------------- | -------------- | ------------------ |
| 1  | Royal Excelsior Athletic Club Sint-Niklaas           | 239  | St-Nicolas/Waas | ??         | Fl. orientale | 1955-1956 (1re) | 2 saisons      | Div. 3 Série B 16e |
| 2  | Royal Ixelles Sporting Club                          | 42   | Ixelles         | ??         | Brabant       | 1952-1953 (4e)  | 4 saisons      | 3e Série C         |
| 3  | Cappellen Football Club Koninklijke Maatschappij     | 43   | Kapellen        | ??         | Anvers        | 1952-1953 (4e)  | 4 saisons      | 3e Série D         |
| 4  | Royal Cercle Sportif Brainois                        | 75   | Braine-l’Alleud | ??         | Brabant       | 1952-1953 (4e)  | 4 saisons      | 2e Série C         |
| 5  | Koninklijke Racing Club Borgerhout                   | 84   | Borgerhout      | ??         | Anvers        | 1952-1953 (4e)  | 4 saisons      | 9e Série D         |
| 6  | Koninklijke Racing Club Lokeren                      | 282  | Lokeren         | ??         | Fl. orientale | 1952-1953 (4e)  | 4 saisons      | 8e Série C         |
| 7  | Koninklijke Football Club Grobbendonk                | 380  | Grobbendonk     | ??         | Anvers        | 1953-1954 (3e)  | 3 saisons      | 10e Série A        |
| 8  | Kon. Oude-Leerlingen St-Augustinus Merksem Sportclub | 544  | Merksem         | ??         | Anvers        | 1954-1955 (2e)  | 2 saisons      | 4e Série D         |
| 9  | Koninklijke Wezel Sport                              | 844  | Mol             | ??         | Anvers        | 1952-1953 (4e)  | 4 saisons      | 7e Série A         |
| 10 | Football Club Nijlen                                 | 1065 | Nijlen          | ??         | Anvers        | 1952-1953 (4e)  | 4 saisons      | 8e Série A         |
| 11 | Koninklijke Voetbalvereniging Vosselaar              | 2391 | Vosselaar       | ??         | Anvers        | 1952-1953 (4e)  | 4 saisons      | 9e Série A         |
| 12 | Football Club Esperanza Neerpelt                     | 2529 | Neerpelt        | ??         | Limbourg      | 1952-1953 (4e)  | 4 saisons      | 11e Série A        |
| 13 | Vlug en Vrij Overpelt-Fabriek                        | 2554 | Overpelt        | De Leukens | Limbourg      | 1954-1955 (2e)  | 2 saisons      | 6e Série A         |
| 14 | Football Club Heist Sportief                         | 2948 | Heist           | ??         | Anvers        | 1954-1955 (2e)  | 2 saisons      | 3e Série B         |
| 15 | Koninklijke Sportkring Hoboken                       | 285  | Hoboken         | ??         | Anvers        | 1955-1956 (1re) | 3 saisons      | P1 Anvers          |
| 16 | Royal Ruisbroek Football Club                        | 362  | Ruisbroek       | ??         | Brabant       | 1955-1956 (1re) | 1 saisons      | P1 Brabant         |

### Localisations Série B
| \| Anvers: · Cappellen FC KM · K. RC Borgerhout · K. OLSE Merksem SC · K. SK Hoboken Anvers Grobbendonk Nijlen Vosselaar Wezel Neerpelt Overpelt Lokeren St-Nicolas Heist Ruisbroek Ixelles Braine \| Localisation des clubs engagés en Promotion B 1955-1956 |
| Anvers: · Cappellen FC KM · K. RC Borgerhout · K. OLSE Merksem SC · K. SK Hoboken Anvers Grobbendonk Nijlen Vosselaar Wezel Neerpelt Overpelt Lokeren St-Nicolas Heist Ruisbroek Ixelles Braine                                                               |

### Série C
| #  | Nom                                              | Mat. | Ville     | Stades       | Provinces  | En Prom depuis  | Total en Prom. | S. précédente      |
| -- | ------------------------------------------------ | ---- | --------- | ------------ | ---------- | --------------- | -------------- | ------------------ |
| 1  | Royal Stade Waremmien Football Club              | 190  | Waremme   | ??           | Liège      | 1955-1956 (1re) | 1 saison       | Div. 3 Série A 16e |
| 2  | Royal Crossing Football Club Ganshoren           | 55   | Ganshoren | ??           | Brabant    | 1952-1953 (4e)  | 4 saisons      | 2e Série B         |
| 3  | Royale Union Hutoise Football Club               | 76   | Huy       | ??           | Liège      | 1952-1953 (4e)  | 4 saisons      | 5e Série D         |
| 4  | Koninklijke Boechoutse Voetbalbvereniging        | 121  | Boechout  | ??           | Anvers     | 1952-1953 (4e)  | 4 saisons      | 6e Série B         |
| 5  | Royale Jeunesse Arlonaise                        | 143  | Arlon     | Beau Site    | Luxembourg | 1952-1953 (4e)  | 4 saisons      | 10e Série D        |
| 6  | Royal Ham Football Club                          | 149  | Ham-s/S.  | ??           | Namur      | 1954-1955 (2e)  | 3 saisons      | 8e Série B         |
| 7  | Royal Cercle Sportif Florennois                  | 268  | Florennes | ??           | Namur      | 1952-1953 (4e)  | 4 saisons      | 13e Série B        |
| 8  | Royal Cercle Sportif Andennais                   | 307  | Andenne   | Julien Pappa | Namur      | 1953-1954 (3e)  | 3 saisons      | 12e Série D        |
| 9  | Rupel Sportkring                                 | 2138 | Boom      | ??           | Anvers     | 1954-1955 (2e)  | 2 saisons      | 9e Série B         |
| 10 | Léopold Club Bastogne                            | 2263 | Bastogne  | ??           | Luxembourg | 1953-1954 (3e)  | 3 saisons      | 6e Série D         |
| 11 | Voetbalclub Vlug en Vrij Terhagen                | 2645 | Terhagen  | ??           | Anvers     | 1952-1953 (4e)  | 4 saisons      | 5e Série B         |
| 12 | Kontich Football Club                            | 3029 | Kontich   | ??           | Anvers     | 1954-1955 (2e)  | 2 saisons      | 3e Série B         |
| 13 | Koninklijke Oude God Sport                       | 68   | Mortsel   | ??           | Anvers     | 1955-1956 (1re) | 1 saison       | P1 Anvers          |
| 14 | Royal Club Amay Sportif                          | 179  | Amay      | ??           | Liège      | 1955-1956 (1re) | 1 saison       | P1 Liège           |
| 15 | Royal Football Club Jeunesse Sportive Athusienne | 254  | Athus     | ??           | Luxembourg | 1955-1956 (1re) | 3 saisons      | P1 Luxembourg      |
| 16 | Molignée Sport                                   | 3267 | Maredret  | ??           | Namur      | 1955-1956 (1re) | 1 saison       | P1 Namur           |

### Localisations Série C
| \| Oude God Boechout Kontich Terhagen Rupel SK Crossing Waremme Amay Huy Andenne Florennois Molignée Sp. Bastogne Ham Athus Arlon \| Localisation des clubs engagés en Promotion C 1955-1956 |
| Oude God Boechout Kontich Terhagen Rupel SK Crossing Waremme Amay Huy Andenne Florennois Molignée Sp. Bastogne Ham Athus Arlon                                                               |

### Série D
| #  | Nom                                       | Mat. | Ville       | Stades           | Provinces | En Prom depuis  | Total en Prom. | S. précédente      |
| -- | ----------------------------------------- | ---- | ----------- | ---------------- | --------- | --------------- | -------------- | ------------------ |
| 1  | Koninklijke Patria Football Club Tongeren | 73   | Tongres     | ??               | Limbourg  | 1955-1956 (1re) | 1 saison       | Div. 3 Série A 15e |
| 2  | Royal Herve Football Club                 | 32   | Merksem     | ??               | Liège     | 1954-1955 (2e)  | 2 saisons      | 7e Série D         |
| 3  | Royal Fléron Football Club                | 33   | Fléron      | ??               | Liège     | 1952-1953 (4e)  | 4 saisons      | 11e Série D        |
| 4  | Koninklijke Football Club Diest           | 41   | Diest       | De Warande       | Brabant   | 1954-1955 (2e)  | 2 saisons      | 13e Série A        |
| 5  | Royal Vilvorde Football Club              | 49   | Vilvorde    | ??               | Brabant   | 1952-1953 (4e)  | 4 saisons      | 13e Série C        |
| 6  | Prayon Football Club                      | 226  | Prayon      | ??               | Liège     | 1954-1955 (2e)  | 2 saisons      | 8e Série D         |
| 7  | Football Club Winterslag                  | 322  | Winterslag  | Noordlaanstadion | Limbourg  | 1954-1955 (2e)  | 2 saison       | 12e Série A        |
| 8  | Koninklijke Aarschot Sport                | 441  | Aarschot    | ??               | Brabant   | 1952-1953 (4e)  | 4 saisons      | 4e Série A         |
| 9  | Koninklijke Voetbalvereniging Looi Sport  | 569  | Tessenderlo | ??               | Limbourg  | 1953-1954 (3e)  | 3 saisons      | 5e Série A         |
| 10 | Royal Ans Football Club                   | 617  | Ans         | ??               | Liège     | 1953-1954 (3e)  | 3 saisons      | 2e Série D         |
| 11 | Football Club Melen-Micheroux             | 1249 | Melen       | ??               | Liège     | 1954-1955 (2e)  | 3 saisons      | 13e Série D        |
| 12 | Football Club Helzold                     | 1488 | Zolder      | Noordberm        | Limbourg  | 1953-1954 (3e)  | 3 saisons      | 2e Série A         |
| 13 | Football Club Eendracht Houthalen         | 2402 | Houthalen   | ??               | Limbourg  | 1952-1953 (4e)  | 4 saisons      | 3e Série A         |
| 14 | Koninklijke Hasseltse Voetbalvereniging   | 65   | Hasselt     | ??               | Limbourg  | 1955-1956 (1re) | 1 saison       | P1 Limbourg        |
| 15 | Standaard Football Club Grimde            | 2743 | Grimde      | ??               | Brabant   | 1955-1956 (1re) | 1 saison       | P1 Brabant         |
| 16 | Union Sportive Montagnarde                | 2869 | Montegnée   | ??               | Liège     | 1955-1956 (1re) | 1 saison       | P1 Liège           |

### Localisations Série D
| \| Liège & région: · 1: R. Ans FC · 2: R. US Montagnarde · 3: R. Fléron FC · 4: FC Melen-Micheroux · Looi Houthalen Winterslag Hasselt Helzold Aarschot Diest Vilvorde Grimde 1 Tongres 2 Liège 3 4 Herve Prayon \| Localisation des clubs engagés en Promotion D 1955-1956 |
| Liège & région: · 1: R. Ans FC · 2: R. US Montagnarde · 3: R. Fléron FC · 4: FC Melen-Micheroux · Looi Houthalen Winterslag Hasselt Helzold Aarschot Diest Vilvorde Grimde 1 Tongres 2 Liège 3 4 Herve Prayon                                                               |

## Classements finaux
- Le nom des clubs est celui employé à l'époque

Légende
- Clubs champions et promus en Division 3 la saison suivante
- Clubs dissous à la fin de cette saison
- Clubs devant disputer un test-match pour assurer leur maintien
- Clubs relégués en Première provinciale la saison suivante

Abréviations
 : Clubs relégués de « Division 3 » depuis la saison précédente 
: Clubs promus de Première provinciale depuis la saison précédente

### Promotion A
| Rang | Équipe                 | Pts | J  | G  | N  | P  | Bp | Bc  | Diff |
| ---- | ---------------------- | --- | -- | -- | -- | -- | -- | --- | ---- |
| 1    | K. FC EEKLO            | 46  | 30 | 20 | 6  | 4  | 78 | 29  | +49  |
| 2    | K. SK Roeselaere       | 44  | 30 | 18 | 8  | 4  | 81 | 35  | +46  |
| 3    | K. VG Oostende         | 41  | 30 | 19 | 3  | 8  | 74 | 49  | +25  |
| 4    | K. Vereniging CS Ieper | 34  | 30 | 16 | 2  | 12 | 51 | 59  | -8   |
| 5    | US du Centre           | 33  | 30 | 14 | 5  | 11 | 57 | 58  | -1   |
| 6    | K. FC Tielt            | 32  | 30 | 11 | 10 | 9  | 71 | 58  | +13  |
| 7    | K. SV Oudenaarde       | 31  | 30 | 13 | 5  | 12 | 57 | 52  | +5   |
| 8    | R. FC Houdinois        | 31  | 30 | 13 | 5  | 12 | 51 | 53  | -2   |
| 9    | R. US Binchoise        | 29  | 30 | 12 | 5  | 13 | 50 | 58  | -8   |
| 10   | K. FAC Meulestede      | 29  | 30 | 13 | 3  | 14 | 66 | 53  | +13  |
| 11   | R. AS Renaisienne      | 27  | 30 | 11 | 5  | 14 | 61 | 58  | +3   |
| 12   | R. Union Jemappes      | 26  | 30 | 10 | 6  | 14 | 43 | 56  | -13  |
| 13   | R. Stade Mouscronnois  | 24  | 30 | 9  | 6  | 15 | 55 | 65  | -10  |
| 14   | KM SK Deinze           | 24  | 30 | 9  | 6  | 15 | 41 | 51  | -10  |
| 15   | K. SK Geeraardsbergen  | 22  | 30 | 9  | 4  | 17 | 44 | 62  | -18  |
| 16   | R. SC Wasmes           | 7   | 30 | 3  | 1  | 26 | 33 | 117 | -84  |

### Promotion B
| Rang | Équipe                     | Pts | J  | G  | N | P  | Bp | Bc | Diff |
| ---- | -------------------------- | --- | -- | -- | - | -- | -- | -- | ---- |
| 1    | K. OLSE MERKSEM SC         | 43  | 30 | 18 | 7 | 5  | 71 | 27 | +44  |
| 2    | R. CS Brainois             | 41  | 30 | 17 | 7 | 6  | 47 | 28 | +19  |
| 3    | K. FC Wezel Sport FC       | 40  | 30 | 18 | 4 | 8  | 95 | 62 | +33  |
| 4    | V&V Overpelt-Fabriek       | 39  | 30 | 17 | 5 | 8  | 94 | 57 | +37  |
| 5    | K. VV Vosselaar            | 31  | 30 | 13 | 5 | 12 | 55 | 49 | +6   |
| 6    | FC Heist Sportief          | 30  | 30 | 12 | 6 | 12 | 60 | 51 | +9   |
| 7    | K. RC Lokeren              | 29  | 30 | 10 | 9 | 11 | 54 | 60 | -6   |
| 8    | FC Nijlen                  | 29  | 30 | 12 | 5 | 13 | 45 | 52 | -7   |
| 9    | K. FC Grobbendonk          | 28  | 30 | 11 | 6 | 13 | 48 | 51 | -3   |
| 10   | R. Ruisbroek FC            | 27  | 30 | 11 | 5 | 14 | 49 | 46 | +3   |
| 11   | K. RC Borgerhout           | 27  | 30 | 11 | 5 | 14 | 47 | 69 | -22  |
| 12   | FC Esperanza Neerpelt      | 27  | 30 | 12 | 3 | 15 | 40 | 72 | -32  |
| 13   | Cappellen FC KM            | 26  | 30 | 10 | 6 | 14 | 42 | 49 | -7   |
| 14   | K. SK Hoboken              | 24  | 30 | 8  | 8 | 14 | 51 | 58 | -7   |
| 15   | K. Excelsior AC St-Niklaas | 20  | 30 | 8  | 4 | 18 | 46 | 80 | -34  |
| 16   | R. Ixelles SC              | 19  | 30 | 6  | 7 | 17 | 41 | 74 | -33  |

### Promotion C
| Rang | Équipe                   | Pts | J  | G  | N  | P  | Bp | Bc  | Diff |
| ---- | ------------------------ | --- | -- | -- | -- | -- | -- | --- | ---- |
| 1    | R. JEUNESSE ARLONAISE    | 45  | 30 | 20 | 5  | 5  | 86 | 33  | +53  |
| 2    | R. Stade Waremmien FC    | 40  | 30 | 18 | 4  | 8  | 81 | 51  | +30  |
| 3    | R. Crossing FC Ganshoren | 37  | 30 | 15 | 7  | 8  | 72 | 48  | +24  |
| 4    | Kontich FC               | 35  | 30 | 15 | 5  | 10 | 65 | 44  | +21  |
| 5    | Rupel SK                 | 34  | 30 | 14 | 6  | 10 | 61 | 56  | +5   |
| 6    | Léopold Club Bastogne    | 33  | 30 | 12 | 9  | 9  | 64 | 57  | +7   |
| 7    | K. Boechoutse VV         | 32  | 30 | 12 | 8  | 10 | 58 | 62  | -4   |
| 8    | R. CS Andennais          | 30  | 30 | 11 | 8  | 11 | 61 | 43  | +18  |
| 9    | VC V&V Terhagen          | 30  | 30 | 13 | 4  | 13 | 53 | 44  | +9   |
| 10   | R. Union Hutoise FC      | 29  | 30 | 12 | 5  | 13 | 47 | 49  | -2   |
| 11   | R. CS Florennois         | 28  | 30 | 12 | 4  | 14 | 58 | 65  | -7   |
| 12   | R. FC JS Athusienne      | 28  | 30 | 12 | 4  | 14 | 65 | 72  | -7   |
| 13   | K. VV Oude God Sport     | 27  | 30 | 8  | 11 | 11 | 40 | 56  | -16  |
| 14   | R. Club Amay Sportif     | 26  | 30 | 10 | 6  | 14 | 47 | 60  | -13  |
| 15   | R. Ham FC                | 22  | 30 | 7  | 8  | 15 | 47 | 75  | -28  |
| 16   | Molignée Sport           | 4   | 30 | 1  | 2  | 27 | 42 | 132 | -90  |

### Promotion D
| Rang | Équipe                       | Pts | J  | G  | N  | P  | Bp | Bc | Diff |
| ---- | ---------------------------- | --- | -- | -- | -- | -- | -- | -- | ---- |
| 1    | K. FC DIEST                  | 49  | 30 | 22 | 5  | 3  | 87 | 31 | +56  |
| 2    | K. Aarschot Sport            | 40  | 30 | 17 | 6  | 7  | 70 | 43 | +27  |
| 3    | R. Ans FC                    | 39  | 30 | 17 | 5  | 8  | 81 | 48 | +33  |
| 4    | FC Eendracht Houthalen       | 38  | 30 | 15 | 8  | 7  | 58 | 40 | +18  |
| 5    | K. Helzold FC Zolder         | 34  | 30 | 12 | 10 | 8  | 53 | 38 | +15  |
| 6    | R. Herve FC                  | 34  | 30 | 13 | 8  | 9  | 46 | 43 | +3   |
| 7    | FC Winterslag                | 32  | 30 | 13 | 6  | 11 | 62 | 48 | +14  |
| 8    | K. Patria FC Tongeren        | 31  | 30 | 11 | 9  | 10 | 68 | 59 | +9   |
| 9    | K. Hasseltse VV              | 31  | 30 | 13 | 5  | 12 | 51 | 44 | +7   |
| 10   | K. VV Looi Sport Tessenderlo | 30  | 30 | 11 | 8  | 11 | 57 | 52 | +5   |
| 11   | R. Prayon FC                 | 28  | 30 | 11 | 6  | 13 | 59 | 79 | -20  |
| 12   | R. Vilvoorde FC              | 28  | 30 | 12 | 4  | 14 | 62 | 79 | -17  |
| 13   | Standaard FC Grimde 1        | 21  | 30 | 9  | 3  | 18 | 43 | 84 | -41  |
| 14   | R. US Montagnarde            | 20  | 30 | 8  | 4  | 18 | 35 | 62 | -27  |
| 15   | R. Fléron FC                 | 17  | 30 | 6  | 5  | 19 | 36 | 64 | -28  |
| 16   | FC Mélen-Micheroux           | 8   | 30 | 3  | 2  | 25 | 30 | 84 | -54  |

1 Le Standaard FC Grimde arrête ses activités en fin de saison et est dissous. Ce fait libère une place en « Promotion ». De nos jours, le règlement prévoit que le club ayant assuré son maintien la place vacante échoit à un cercle de la même province. En 1956, ce n'était pas encore le cas.

## Récapitulatif de la saison
- Champion A: K. FC Eeklo 1er titre en Promotion (D4)
- Champion B: K. OLSE Merksem SC 1er titre en Promotion (D4)
- Champion C: R. Jeunesse Arlonaise 1er titre en Promotion (D4)
- Champion D: FC Diest 1er titre en Promotion (D4)
- Quatrième titre de Promotion (D4) pour la Province d'Anvers.
- Quatrième titre de Promotion (D4) pour la Province de Brabant.
- Deuxième titre de Promotion (D4) pour la Province de Flandre orientale
- Premier titre de Promotion (D4) pour la Province de Luxembourg.

| Région flamande (35)            | Région flamande (35) | Province de Brabant (8)      | Province de Brabant (8) | Région wallonne (21)   | Région wallonne (21) |
| ------------------------------- | -------------------- | ---------------------------- | ----------------------- | ---------------------- | -------------------- |
| Province d'Anvers               | 14                   | Région de Bruxelles-Capitale | 2                       | Province de Hainaut    | 5                    |
| Province de Flandre-Occidentale | 5                    | Province du Brabant flamand  | 5                       | Province de Liège      | 9                    |
| Province de Flandre-Orientale   | 8                    | Province du Brabant wallon   | 1                       | Province de Luxembourg | 3                    |
| Province de Limbourg            | 8                    |                              |                         | Province de Namur      | 4                    |

1. ↑  Au niveau footballistique, la province de Brabant est toujours unitaire malgré sa partition territoriale en 1995.

### Admission en D3 / Relégation de D3

#### Relégations vers les séries provinciales
12 clubs sont relégués vers le 5e niveau désormais appelé « Première provinciale ». Un club, le Standaard FC Grimde cesse ses activités en fin de saison et est dissous.
| Clubs                                                                     |   | Provinces                       |
| ------------------------------------------------------------------------- | - | ------------------------------- |
| K. SK Hoboken                                                             | ⇒ | Province d'Anvers               |
| R. Ixelles SC                                                             | ⇒ | Province de Brabant             |
| R. Stade Mouscronnois                                                     | ⇒ | Province de Flandre-Occidentale |
| K. SV Geraardsbergen, R. Excelsior AC St-Nik.                             | ⇒ | Province de Flandre-Orientale   |
| R. SC Wasmes                                                              | ⇒ | Province de Hainaut             |
| Club Amay Sportif, R. Fléron FC, R. FC Melen-Micheroux, R. US Montagnarde | ⇒ | Province de Liège               |
|                                                                           | ⇒ | Province de Limbourg            |
|                                                                           | ⇒ | Province de Luxembourg          |
| R. Ham FC, Molignée Sport                                                 | ⇒ | Province de Namur               |

#### Montées depuis les séries provinciales
Treize clubs sont admis en « Promotion » (4e niveau) depuis le 5e niveau désormais appelé « Première provinciale ».
L'accès est autorisé à un 13e club en raison de l'arrêt d'activités et de la dissolution du Standaard FC Grimde.
| Provinces                       | Montant                                          |
| ------------------------------- | ------------------------------------------------ |
| Province d'Anvers               | FC Verbroedering Arendonk, K. VV OG Vorselaar    |
| Province de Brabant             | K. VV Scherpenheuvel Sport, K. New Star Tervuren |
| Province de Flandre-Occidentale | K. SC Menen                                      |
| Province de Flandre-Orientale   | K. FC Ninove, K. FC Scela Zele                   |
| Province de Hainaut             | R. FC Ecaussinnois                               |
| Province de Liège               | AS Eupen, R. FC Union Wandre                     |
| Province de Limbourg            | K. VV Vigor Beringen                             |
| Province de Luxembourg          | CS Libramontois                                  |
| Province de Namur               | R. Entente Tamines                               |

## Débuts en Promotion
Huit clubs ayant déjà évolué dans une série nationale du football belge prennent part pour la première fois au championnat de « Promotion » en tant que 4e niveau:
- K. VV Oude God Sport est les 22e club anversois différent à jouer en « Promotion »
- R. Ruisbroek FC est le 17e club brabançon différent à jouer en « Promotion » (ex æquo avec Standaard FC Grimde, voir ci-après)
- K. VG Oostende est le 8e club flandrien occidentale différent à jouer en « Promotion » (ex æquo avec K. FC Tielt, voir ci-après)
- R. Stade Waremmien FC, Club Amay Sportif et la R. US Montagnarde sont les 14e clubs liégeois différents à jouer en « Promotion »
- K. Patria FC Tongeren et K. Hasseltse VV sont les 10e clubs limbourgeois différents à jouer en « Promotion »

## Débuts en séries nationales
Quatre clubs jouent leur toute première saison en séries nationales. Ils portent le nombre de cercles à avoir atteint l'échelon national du football belge à 247 clubs différents.
En tenant des clubs ayant déjà joué en national mais évoluant pour la première fois à ce niveau, le nombre total de clubs ayant joué en « Promotion » en tant que 4e niveau passe à 104.
- Standaard FC Grimde est le 43e club brabançon différent à évoluer en séries nationales, le 17e club différent à jouer en « Promotion » (ex æquo avec Ruisbroek FC, voir ci-dessus)
- K. FC Tielt est le 23e club flandrien occidental différent à évoluer en séries nationales, le 8e différent en « Promotion » (ex æquo avec K. VG Oostende, voir ci-dessus)
- R. US Binchoise est le 26e club hennuyer différent à évoluer en séries nationales, le 9e différent en « Promotion »
- Molignée Sport est le 25e club namurois différent à évoluer en séries nationales, le 20e différent en « Promotion »